# Orepukia virtuta
Orepukia virtuta – gatunek pająka z rodziny Cycloctenidae. Występuje endemicznie na Nowej Zelandii.

## Taksonomia
Gatunek ten opisany został po raz pierwszy w 1973 roku przez Raymonda Roberta Forstera i Cecila Louisa Wiltona w czwartej części monografii poświęconej pająkom Nowej Zelandii. Jako miejsce typowe wskazano miejscowość Franz Josef w dystrykcie Westland.

## Morfologia
Holotypowy samiec ma karapaks długości 3,6 mm i szerokości 2,6 mm oraz opistosomę (odwłok) długości 3,6 mm i szerokości 2,4 mm. Allotypowa samica ma karapaks długości 3,7 mm i szerokości 2,5 mm oraz opistosomę długości 4,5 mm i szerokości 3 mm. Karapaks jest żółtobrązowy z ciemnobrązowymi przepaskami wychodzącymi z oczu bocznych, łączącymi się w jedną przepaskę na jamce i jako taka sięgającymi do tylnego jego brzegu. Ośmioro oczu rozmieszczonych jest w dwóch rzędach, spośród których w widoku grzbietowym przedni jest prosty, a tylny lekko odchylony. W widoku od przodu przedni rząd oczu jest prosty, natomiast tylny jest lekko odchylony. Rudobrązowe szczękoczułki mają po 2 normalne i 3 drobne zęby na przednich krawędziach bruzd i po 2 zęby na ich krawędziach tylnych. Odnóża są żółtobrązowe z ciemnobrązowym obrączkowaniem. Kolejność par odnóży od najdłuższej do najkrótszej to: IV, I, II, III. Pazurki górne mają 8 ząbków, zaś pazurki dolne 3 ząbki. Opistosoma u samca ma przyczernienia, u samicy ma zaś na wierzchu liściowaty wzór. Zaopatrzona jest znacznie szerszy niż długi stożeczek z włoskami rozmieszczonymi w dwóch łatkach.

## Występowanie
Gatunek ten jest endemitem Nowej Zelandii, znanym tylko z regionu West Coast na Wyspie Południowej.